# Schloss Gammertshof

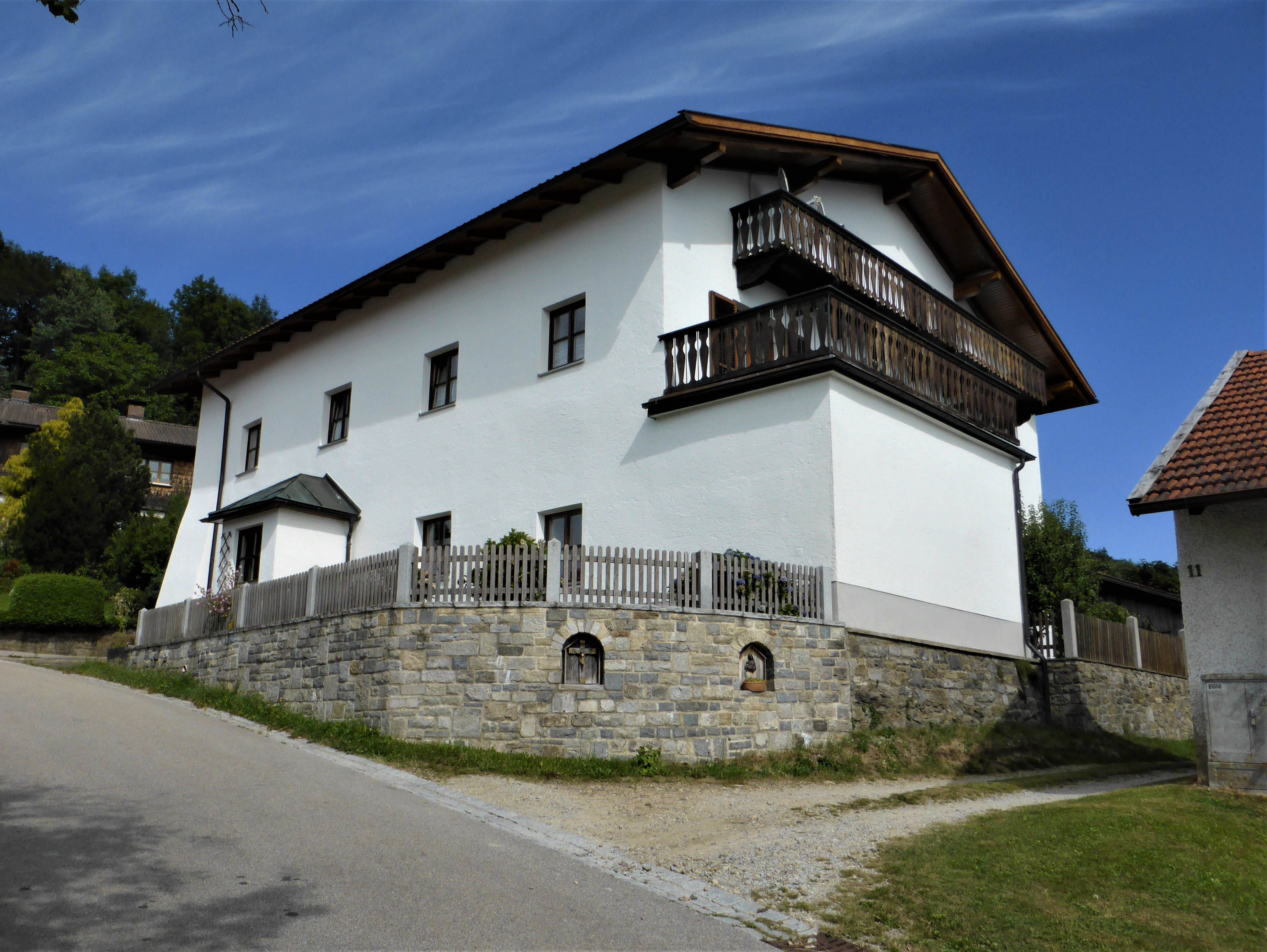
Ehem. Schloss Gammertshof (2022)

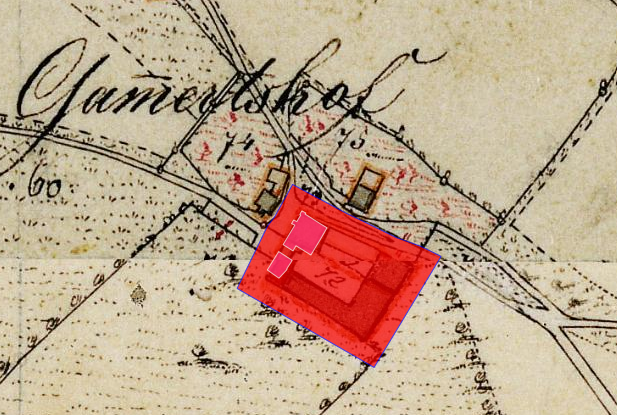
Lageplan von Schloss Gammertshof auf dem Urkataster von Bayern

Das Schloss Gammertshof ist ein ehemaliger Edelsitz in Gammertshof in dem niederbayerischen Markt Untergriesbach im Landkreis Passau. Es ist heute ein Bauernanwesen und unter der Aktennummer D-2-75-153-31 als Baudenkmal verzeichnet. „Untertägige spätmittelalterliche und frühneuzeitliche Befunde im Bereich des ehem. Freiguts und Schlosses Gammertshof“ werden zudem als Bodendenkmal unter der Aktennummer D-2-7448-0048 geführt.

## Geschichte
Das Schloss ist ein ehemaliger Edelsitz derer von Vorholz. Der jetzige Bau des frühen 16. Jahrhunderts ist durch einen Passauer Salzbeamten namens Leonhard Gamertshofer (1525 bis 1599) errichtet worden. Die Familie Gamertshofer war seit dem 16. Jahrhundert auf dem Hof ansässig.

## Baubeschreibung
Das Anwesen steht unter Denkmalschutz (Akten-Nummer D-2-75-153-31). Die Beschreibung des Bayerischen Landesamts für Denkmalpflege lautet:

„Ehemaliger Edelsitz, jetzt Bauernanwesen: zweigeschossiger, zum Teil veränderter Flachsatteldachbau des frühen 16. Jahrhunderts;
Turmuntergeschoss an der Südecke“